# Каргин, Николай Васильевич
Николай Васильевич Каргин (13 мая 1932, Старое Ахпердино — 23 июля 2014, Чувашия) — передовик сельскохозяйственного производства, Герой Социалистического Труда.

## Биография
Родился и прожил всю жизнь в деревне Старое Ахпердино Батыревского района Чувашской АССР в семье крестьянина.
В 1952—1960 скотник по откорму, с 1960 по 1979 год свинарь-механизатор колхоза «Гвардеец», 1979—1982 — оператор цеха откорма МХП «Южное», с 1982 до выхода на пенсию разнорабочий колхоза «Гвардеец».
Одним из первых в области начал ухаживать за 500 свиньями на откорме. Далее обслуживаесмое поголовье довёл до 600. Среднесуточный привес составлял 500—600 г.
За достигнутые успехи в развитии животноводства, новаторский труд и высокие показатели в производстве свинины Указом Президиума Верховного Совета СССР от 22 марта 1966 года Н. В. Каргину присвоено звание Героя Социалистического Труда.
Избирался делегатом XXIII съезда КПСС.
Семья: жена Елена Макаровна, двое сыновей и 2 дочери.